# Раунд-Лейк (город, Миннесота)
Раунд-Лейк (англ. Round Lake) — город в округе Ноблс, штат Миннесота, США. На площади 2,7 км² (2,7 км² — суша, водоёмов нет), согласно переписи 2002 года, проживают 424 человека. Плотность населения составляет 157,8 чел./км².
- Телефонный код города — 507
- Почтовый индекс — 56167
- FIPS-код города — 27-56086[1]
- GNIS-идентификатор — 0650354[2]